# Championnat de Belgique de football 1959-1960
Navigation
Saison précédente Saison suivante
Le championnat de Belgique de football 1959-1960 est la 57e saison du championnat de première division belge. Son nom officiel est « Division 1 ».
Au terme d'un championnat très disputé, le Lierse crée la surprise et décroche son troisième titre de champion, dix-huit ans après le deuxième. Il devance Anderlecht, champion en titre, et une autre équipe peu habituée à occuper les premières places, le Waterschei THOR. En fin de saison, les huit premiers se tiennent en seulement six points.
À l'autre bout du classement, Beringen est rapidement distancé et condamné à la relégation, la quatrième en dix ans. L'autre place de descendant échoit à Berchem Sport, devancé par le CS Verviétois pour avoir concédé une défaite de plus que les « Béliers ». Le club anversois quitte l'élite après seize saisons de présence consécutives en première division.

## Clubs participants
Seize clubs prennent part à ce championnat, soit le même nombre que lors de l'édition précédente. Ceux dont le matricule est mis en gras existent toujours aujourd'hui.
| #  | Nom                                        | Mat. | Ville                 | Stades                       | Entraîneur         | En D1 depuis (série) | Total en D1 | Saison précédente |
| -- | ------------------------------------------ | ---- | --------------------- | ---------------------------- | ------------------ | -------------------- | ----------- | ----------------- |
| 1  | Royal Sporting Club Anderlechtois          | 35   | Anderlecht            | Stade Émile Versé            | Bill Gormlie       | 1935-1936 (23e)      | 29e         | 1er               |
| 2  | Royal Antwerp Football Club                | 1    | Anvers                | Bosuilstadion                | Harry Game         | 1901-1902 (51e)      | 56e         | 6e                |
| 3  | Royal Beerschot Athletic Club              | 13   | Anvers                | Kiel                         | René De Vos        | 1907-1908 (45e)      | 51e         | 4e                |
| 4  | Royal Berchem Sport                        | 28   | Berchem               | Het Rooi                     | Géza Toldi         | 1943-1944 (16e)      | 29e         | 10e               |
| 5  | Koninklijke Beringen Football Club         | 522  | Beringen              | Mijnstadion                  | ?                  | 1958-1959 (2e)       | 6e          | 12e               |
| 6  | Royal Football Club Brugeois               | 3    | Bruges                | De Klokke                    | Norberto Höfling   | 1959-1960 (1re)      | 38e         | Division 2 : 2e   |
| 7  | Royal Daring Club de Bruxelles             | 2    | Molenbeek             | Stade Edmond Machtens        | André Riou         | 1959-1960 (1re)      | 39e         | Division 2 : 1er  |
| 8  | Royal Olympic Club Charleroi               | 246  | Montignies-sur-Sambre | Stade de la Neuville         | Emerich Grunbaum   | 1956-1957 (4e)       | 19e         | 11e               |
| 9  | Association Royale Athlétique La Gantoise  | 7    | Gentbrugge            | Stade Jules Otten            | Jacques Favre      | 1936-1937 (21e)      | 32e         | 5e                |
| 10 | Royal Football Club Liégeois               | 4    | Rocourt               | Stade Vélodrome Oscar Flesch | András Dolgos      | 1945-1946 (15e)      | 31e         | 2e                |
| 11 | Royal Standard Club Liège                  | 16   | Sclessin              | Stade de Sclessin            | Géza Kalocsay      | 1921-1922 (36e)      | 41e         | 3e                |
| 12 | Koninklijke Lierse Sportkring              | 30   | Lierre                | Herman Vanderpoortenstadion  | Hubert D'Hollander | 1953-1954 (7e)       | 25e         | 8e                |
| 13 | Union Saint-Gilloise Société Royale        | 10   | Forest                | Stade Joseph Marien          | ?                  | 1951-1952 (9e)       | 49e         | 9e                |
| 14 | Koninklijke Sint-Truidense Voetbalverening | 373  | Saint-Trond           | Stayenveld                   | Raymond Goethals   | 1957-1958 (3e)       | 3e          | 14e               |
| 15 | Royal Club Sportif Verviétois              | 8    | Verviers              | Stade du Panorama            | Joseph Pannaye     | 1956-1957 (4e)       | 19e         | 13e               |
| 16 | Waterschei Sportvereniging THOR            | 553  | Genk                  | Stade André Dumont           | André Bollen       | 1957-1958 (3e)       | 5e          | 7e                |

### Localisation des clubs
| Anvers Lierse SK FC Brugeois La Gantoise Bruxelles Olympic CC Beringen Waterschei Sint-Truidense VV Standard CL FC Liégeois CS Verviétois |

#### Localisation des clubs anversois
Les 3 cercles anversois sont :
(1) R. Antwerp FC
(2) R. Beerschot AC
 (3) R. Berchem Sport

#### Localisation des clubs bruxellois
Les 3 cercles bruxellois sont :
(5) R. Daring CB
(6) R. SC Anderlechtois
(7) Union Saint-Gilloise SR

## Déroulement de la saison

### Le Lierse au bout du suspense
Après avoir perdu plusieurs piliers de son équipe, dont Fons Van Brandt, le Lierse entame son championnat par une défaite. Il aligne ensuite une série de huit victoires pour se placer aux avant-postes, au coude-à-coude avec Anderlecht, le champion en titre. Par la suite, des joueurs importants sont victimes de blessure mais le club parvient à se maintenir dans le haut du classement. À deux matches de la fin, le club lierrois compte trois points d'avance sur Anderlecht avant de recevoir le RFC Liégeois. Le Lierse s'impose trois buts à zéro et peut célébrer le troisième titre de champion de son Histoire, dix-huit ans après le précédent. La défaite lors de la dernière journée ne vient pas perturber la joie des supporters.

## Résultats

### Résultats des rencontres
Avec seize clubs engagés, 240 matches sont au programme de la saison.
| Résultats (▼dom., ►ext.)                                   | AND | ANT | BEE | BSP | BER | BRU | DAR | GAN | FCL | LIE | OLY | STA | USG | STT | VER | WAT |
| R. SC Anderlechtois                                        |     | 3-2 | 1-2 | 5-1 | 2-1 | 5-2 | 2-1 | 4-0 | 1-3 | 4-1 | 6-2 | 4-0 | 2-2 | 1-3 | 0-0 | 4-1 |
| R. Antwerp FC                                              | 1-3 |     | 1-0 | 8-1 | 5-2 | 5-1 | 4-1 | 4-0 | 0-0 | 1-2 | 0-2 | 1-1 | 2-2 | 2-1 | 3-1 | 3-1 |
| R. Beerschot AC                                            | 0-3 | 3-1 |     | 3-1 | 2-1 | 9-1 | 6-2 | 5-2 | 1-2 | 5-1 | 2-1 | 3-2 | 3-4 | 0-0 | 2-0 | 3-3 |
| R. Berchem Sport                                           | 0-3 | 0-1 | 1-1 |     | 1-0 | 1-0 | 2-1 | 1-2 | 2-0 | 0-4 | 2-0 | 0-2 | 1-1 | 4-2 | 3-2 | 2-1 |
| K. Beringen FC                                             | 1-5 | 1-3 | 1-0 | 1-0 |     | 2-1 | 1-0 | 2-1 | 1-3 | 0-2 | 0-0 | 1-2 | 2-3 | 1-1 | 2-1 | 1-2 |
| R. FC Brugeois                                             | 1-0 | 2-3 | 1-4 | 1-0 | 4-0 |     | 2-2 | 2-2 | 1-3 | 0-1 | 2-0 | 0-2 | 4-3 | 3-2 | 1-0 | 1-0 |
| R. Daring CB                                               | 1-0 | 3-0 | 2-1 | 2-2 | 3-0 | 1-1 |     | 1-1 | 2-1 | 0-2 | 0-0 | 0-1 | 2-1 | 0-1 | 1-1 | 1-2 |
| ARA La Gantoise                                            | 0-2 | 1-0 | 1-2 | 4-1 | 3-0 | 0-0 | 1-2 |     | 0-0 | 4-0 | 3-0 | 1-0 | 4-0 | 0-1 | 0-0 | 1-2 |
| R. FC Liégeois                                             | 2-2 | 2-1 | 2-2 | 1-1 | 3-3 | 0-1 | 1-2 | 0-1 |     | 4-0 | 2-1 | 4-1 | 0-0 | 2-2 | 0-0 | 1-1 |
| K. Lierse SK                                               | 2-0 | 3-3 | 2-3 | 2-1 | 2-2 | 0-0 | 3-0 | 2-2 | 3-0 |     | 2-0 | 2-2 | 2-0 | 5-0 | 4-0 | 3-1 |
| R. Olympic CC                                              | 2-4 | 6-0 | 1-0 | 1-1 | 1-3 | 0-1 | 2-0 | 2-1 | 1-0 | 1-0 |     | 3-2 | 2-1 | 2-3 | 2-1 | 4-1 |
| R. Standard CL                                             | 1-1 | 4-0 | 1-0 | 2-2 | 2-2 | 1-0 | 0-0 | 4-6 | 0-1 | 2-3 | 3-0 |     | 6-3 | 2-1 | 2-0 | 2-2 |
| Union St-Gilloise SR                                       | 4-1 | 1-1 | 1-3 | 2-1 | 5-3 | 3-2 | 2-1 | 5-2 | 3-2 | 2-2 | 1-1 | 3-1 |     | 3-1 | 0-0 | 2-2 |
| K. St-Truidense VV                                         | 1-1 | 2-0 | 2-0 | 1-2 | 2-1 | 2-1 | 1-2 | 1-2 | 2-2 | 0-2 | 0-0 | 2-6 | 1-0 |     | 2-0 | 1-2 |
| R. CS Verviétois                                           | 1-0 | 0-4 | 2-0 | 2-1 | 1-0 | 1-0 | 1-4 | 2-0 | 0-0 | 2-0 | 0-1 | 3-0 | 1-1 | 1-1 |     | 1-1 |
| Waterschei SV THOR                                         | 4-0 | 1-1 | 3-0 | 1-1 | 2-0 | 1-1 | 2-0 | 1-3 | 0-2 | 1-0 | 7-0 | 0-0 | 1-0 | 4-0 | 2-1 |     |
| - Victoire à domicile - Match nul - Victoire à l'extérieur |     |     |     |     |     |     |     |     |     |     |     |     |     |     |     |     |

### Classement final
| Rang | Équipe                | Pts | J  | G  | N  | P  | Bp | Bc | Diff |
| ---- | --------------------- | --- | -- | -- | -- | -- | -- | -- | ---- |
| 1    | K. LIERSE SK          | 38  | 30 | 16 | 6  | 8  | 57 | 40 | +17  |
| 2    | R. SC Anderlechtois T | 37  | 30 | 16 | 5  | 9  | 69 | 42 | +27  |
| 3    | Waterschei SV THOR    | 35  | 30 | 13 | 9  | 8  | 52 | 39 | +13  |
| 4    | R. Beerschot AC       | 34  | 30 | 15 | 4  | 11 | 65 | 46 | +19  |
| 5    | R. FC Liégeois        | 32  | 30 | 10 | 12 | 8  | 43 | 35 | +8   |
| 6    | Union St-Gilloise SR  | 32  | 30 | 11 | 10 | 9  | 58 | 56 | +2   |
| 7    | R. Standard CL        | 32  | 30 | 12 | 8  | 10 | 54 | 48 | +6   |
| 8    | R. Antwerp FC         | 32  | 30 | 13 | 6  | 11 | 60 | 50 | +10  |
| 9    | ARA La Gantoise       | 30  | 30 | 12 | 6  | 12 | 48 | 46 | +2   |
| 10   | R. Olympic CC         | 29  | 30 | 12 | 5  | 13 | 38 | 48 | -10  |
| 11   | R. Daring CB          | 27  | 30 | 10 | 7  | 13 | 37 | 44 | -7   |
| 12   | K. St-Truidense VV    | 27  | 30 | 10 | 7  | 13 | 39 | 51 | -12  |
| 13   | R. FC Brugeois        | 26  | 30 | 10 | 6  | 14 | 37 | 53 | -16  |
| 14   | R. CS Verviétois      | 25  | 30 | 8  | 9  | 13 | 25 | 37 | -12  |
| 15   | R. Berchem Sport      | 25  | 30 | 9  | 7  | 14 | 36 | 56 | -20  |
| 16   | K. Beringen FC        | 19  | 30 | 7  | 5  | 18 | 35 | 62 | -27  |

Légende
- Champion de Belgique 1960, qualifié pour la Coupe des clubs champions européens
- Club inscrit en Coupe des villes de foires pour la saison suivante
- Club relégué pour la saison suivante

Abréviations
T : Tenant du titre 1959

 : club promu de Division 2 depuis la saison précédente

### Meilleur buteur
Victor Wégria (R. FC Liégeois), avec 21 buts. Il est le douzième joueur belge différent, le quinzième dans l'absolu, à remporter deux fois cette récompense.

#### Classement des buteurs
Le tableau ci-dessous reprend les 24 meilleurs buteurs du championnat, soit les joueurs ayant inscrit dix buts ou plus durant la saison.
| #   | Pays | Joueur                  | Club                    | Buts | Matches joués |
| --- | ---- | ----------------------- | ----------------------- | ---- | ------------- |
| 1.  |      | Victor Wégria           | R. FC Liégeois          | 21   | 28            |
| 2.  |      | Willy Van Acker         | R. Beerschot AC         | 20   | 30            |
| 3.  |      | Léon Ritzen             | Waterschei SV THOR      | 19   | 30            |
| 4.  |      | Godfried Van Den Boer   | R. SC Anderlechtois     | 17   | 26            |
| =.  |      | Eddy Bertels            | R. Antwerp FC           | 17   | 28            |
| 6.  |      | Rik Coppens             | R. Beerschot AC         | 16   | 23            |
| 7.  |      | Jacques Stockman        | R. SC Anderlechtois     | 15   | 20            |
| =.  |      | Jef Van Gool            | R. Antwerp FC           | 15   | 23            |
| =.  |      | Roger Maes              | K. Sint-Truidense VV    | 15   | 29            |
| 10. |      | Léon Mokuna             | ARA La Gantoise         | 14   | 20            |
| =.  |      | Théophile Lolinga       | K. Sint-Truidense VV    | 14   | 29            |
| =.  |      | Lucien Mertens          | Union Saint-Gilloise SR | 14   | 29            |
| =.  |      | Denis Houf              | R. Standard CL          | 14   | 30            |
| 14. |      | Remy Vandeweyer         | Union Saint-Gilloise SR | 13   | 26            |
| =.  |      | Aloïs Goossens          | K. Lierse SK            | 13   | 29            |
| 16. |      | Camille Van Vaerenbergh | Union Saint-Gilloise SR | 12   | 25            |
| =.  |      | Roland Moyson           | R. Daring CB            | 12   | 28            |
| =.  |      | Michel Delire           | R. Olympic CC           | 12   | 30            |
| 19. |      | Albert Jordan           | R. SC Anderlechtois     | 11   | 19            |
| =.  |      | Lucien Olieslagers      | K. Lierse SK            | 11   | 25            |
| 21. |      | Marcel Paeschen         | R. Standard CL          | 10   | 20            |
| =.  |      | Frans Van Roosbroeck    | K. Lierse SK            | 10   | 23            |
| =.  |      | Louis Verbruggen        | R. Olympic CC           | 10   | 24            |
| =.  |      | Cyrille Van Herle       | K. Beringen FC          | 10   | 26            |

## Parcours européen des clubs belges

### Parcours du RSC Anderlechtois en Coupe des clubs champions
Le R. SC Anderlechtois est éliminé dès le tour préliminaire en subissant deux défaites face aux Glasgow Rangers.

### Parcours de l'Union en Coupe des Villes de Foires
La deuxième édition de la Coupe des Foires s'étalant sur deux ans, les demi-finales se jouent à l'automne 1959. Étant parvenue à se qualifier précédemment, l'Union Saint-Gilloise ne peut rien contre le club anglais de Birmingham City, déjà finaliste de la première édition. Les « Unionistes » s'inclinent lors des deux matches (2-4 à domicile et 4-2 en déplacement)

## Récapitulatif de la saison
- Champion : K. Lierse SK (3e titre)
- Dixième équipe à remporter trois titres de champion de Belgique
- Dix-septième titre pour la province d'Anvers.

| Région flamande (9)             | Région flamande (9) | Province de Brabant (3)      | Province de Brabant (3) | Région wallonne (4)    | Région wallonne (4) |
| ------------------------------- | ------------------- | ---------------------------- | ----------------------- | ---------------------- | ------------------- |
| Province d'Anvers               | 4                   | Région de Bruxelles-Capitale | 3                       | Province de Hainaut    | 1                   |
| Province de Flandre-Occidentale | 1                   | Province du Brabant flamand  | 0                       | Province de Liège      | 3                   |
| Province de Flandre-Orientale   | 1                   | Province du Brabant wallon   | 0                       | Province de Luxembourg | 0                   |
| Province de Limbourg            | 3                   |                              |                         | Province de Namur      | 0                   |

1. ↑  Au niveau footballistique, la province de Brabant est toujours unitaire malgré sa partition territoriale en 1995.

### Admission et relégation
Berchem Sport, après 16 saisons consécutives de présence parmi l'élite, et Beringen sont relégués en Division 2. Ils sont remplacés par l'Eendracht Aalst, qui effectue son retour au plus haut niveau après une absence de 13 saisons, et le Patro Eisden, promu pour la première fois.

### Coupe d'Europe des Nations
Sous l'impulsion de son Secrétaire général, le Français Henri Delaunay, l'UEFA crée une nouvelle épreuve internationale pour les sélections nationales : la Coupe d'Europe des Nations. La première édition, jouée par matches aller/retour avec élimination directe, se termine en fin de saison 1959-1960 par une phase finale disputée par les quatre dernières nations engagées. La France héberge les demi-finales et les finales. L'URSS remporte le trophée en devançant la Yougoslavie.
Seules 17 nations se sont inscrites pour cette première édition. La Belgique n'en fait pas partie.

### Bilan de la saison
| Championnat de Belgique de football 1959-1960 |                         |
| Champion                                      | K. Lierse SK (3e titre) |
| Dauphin                                       | R. SC Anderlechtois     |
| Qualifications continentales                  |                         |
| Coupe des clubs champions européens 1960-1961 | K. Lierse SK            |
| Coupe des villes de foires 1960-1961          | Union Saint-Gilloise SR |
| Promotions et relégations                     |                         |
| Promus en Division 1                          | K. SC Eendracht Aalst   |
| Promus en Division 1                          | Patro Eisden            |
| Relégués en Division 2                        | R. Berchem Sport        |
| Relégués en Division 2                        | K. Beringen FC          |